# Francesca Devetag
Francesca Devetag (Gorizia, 13 novembre 1986) è una pallavolista italiana.
Gioca nel ruolo di centrale.

## Carriera
La carriera di Francesca Devetag comincia nel 2001 nel GS Pallavolo Lucinico, in Serie C; nel 2002 entra a far parte del progetto federale del Club Italia, dove rimane per due stagioni. Nell'annata 2004-05 fa il suo esordio da professionista in Serie A1, vestendo la maglia del Volley 2002 Forlì; tuttavia la stagione successiva è ceduta alla Pallavolo Manzano in Serie B1.
Nella stagione 2006-07 viene ingaggiata dal Sassuolo Volley, in Serie A2, club con il quale vince la Coppa Italia di categoria e ottiene la promozione nel massimo campionato, dove giocherà anche nella stagione successiva, rimanendo sempre nella stessa squadra.
Nella stagione 2008-09 passa al Vicenza Volley, mentre nelle due stagioni successive è prima al Giannino Pieralisi Volley di Jesi e poi all'Universal Volley Femminile Modena: tutte le squadre disputano il campionato di Serie A1.
Nella stagione 2011-12 torna in serie cadetta vestendo la maglia del Crema Volley, con la quale ottiene una nuova promozione; nella stagione 2012-13 è nel massimo campionato, ingaggiata dal Volley Bergamo. Nell'annata 2013-14 viene ingaggiata dalla Pallavolo Villanterio Pavia, in Serie A2, mentre in quella successiva resta nella stessa categoria con la Pro Victoria, con cui centra la promozione nel massimo campionato italiano al termine dell'annata 2015-16: resta quindi con lo stesso club anche in Serie A1, conquistando la Challenge Cup 2018-19.
Nell'annata 2019-20 diventa team manager del Milano.
Come allenatrice, si aggiudica il campionato italiano FSSI (Federazione Sport Sordi Italia) 2017-18.

## Palmarès

### Club
- Coppa Italia di Serie A2: 1

2006-07
- Challenge Cup: 1

2018-19